# Pterogonia episcopalis
Pterogonia episcopalis är en fjärilsart som beskrevs av Swinhoe 1891. Pterogonia episcopalis ingår i släktet Pterogonia och familjen trågspinnare. Inga underarter finns listade.